# Chris Cariaso
Chris Vincent Cariaso (nacido el 27 de mayo de 1981) es un artista marcial mixto estadounidense que compitió en la categoría de peso mosca en Ultimate Fighting Championship.

## Carrera en artes marciales mixtas

### Ultimate Fighting Championship
El 28 de octubre de 2010, WEC se fusionó con la UFC. Como parte de la fusión, todos los competidores de WEC fueron trasladados a UFC.
En su primera pelea en UFC, Cariaso se enfrentó a Will Campuzano el 22 de enero de 2011 en UFC Fight Night 23. Ganó la pelea por decisión unánime (29-28, 29-28, 29-28).
Se esperaba que Cariaso se enfrentara a Norifumi Yamamoto el 28 de mayo de 2011 en UFC 130. Sin embargo, Yamamoto se vio forzado a retirarse del combate y fue reemplazado por Michael McDonald. Cariaso perdió una decisión dividida muy reñida frente a McDonald en una pelea muy disputada.
Cariaso peleó con el recién llegado a UFC Vaughan Lee el 5 de noviembre de 2011 en UFC 138. Venció por decisión dividida.
Cariaso se enfrentó a Takeya Mizugaki el 26 de febrero de 2012 en UFC 144. Cariaso ganó a Mizugaki por una decisión unánime controversial.

#### Baja al peso mosca
Cariaso decidió bajar a la división de peso mosca, donde se enfrentó a Josh Ferguson en UFC on Fuel TV 4. Él ganó la pelea por decisión unánime.
En UFC 155, John Moraga derrotó a Cariaso por sumisión en el tercer asalto.
El 18 de mayo de 2013, Cariaso perdió por decisión unánime ante Jussier Formiga en UFC on FX 8.
Cariaso se enfrentó a Iliarde Santos el 9 de octubre de 2013 en UFC Fight Night 29. Cariaso ganó la pelea por nocaut técnico en la segunda ronda.
Cariaso se enfrentó a Danny Martinez el 1 de febrero de 2014 en UFC 169. Cariaso ganó la pelea por decisión unánime.
El 10 de mayo de 2014, Cariaso derrotó a Louis Smolka en UFC Fight Night 40 por decisión dividida.
El 27 de septiembre de 2014, Cariaso se enfrentó a Demetrious Johnson en UFC 178 por el Campeonato de Peso Mosca de UFC. Cariaso perdió la pelea por sumisión en la segunda ronda.
Cariaso se enfrentó a Henry Cejudo el 14 de marzo de 2015 en UFC 185. Cariaso perdió la pelea por decisión unánime.
Cariaso se enfrentó a Sergio Pettis el 4 de octubre de 2015 en UFC 192. Cariaso perdió la pelea por decisión unánime.
El 2 de febrero de 2016, Cariaso anunció que se retira de la competencia activa.

## Vida personal
Cariaso es de ascendencia filipina.

## Récord en artes marciales mixtas
| Resultado | Récord | Oponente           | Método                      | Evento                            | Fecha                    | Ronda | Tiempo | Localización              | Notas                                   |
| --------- | ------ | ------------------ | --------------------------- | --------------------------------- | ------------------------ | ----- | ------ | ------------------------- | --------------------------------------- |
| Derrota   | 17–8   | Sergio Pettis      | Decisión (unánime)          | UFC 192                           | 3 de octubre de 2015     | 3     | 5:00   | Houston, Texas            |                                         |
| Derrota   | 17–7   | Henry Cejudo       | Decisión (unánime)          | UFC 185                           | 14 de marzo de 2015      | 3     | 5:00   | Dallas, Texas             |                                         |
| Derrota   | 17–6   | Demetrious Johnson | Sumisión (kimura)           | UFC 178                           | 27 de septiembre de 2014 | 2     | 2:29   | Las Vegas, Nevada         | Por el Campeonato de Peso Mosca de UFC. |
| Victoria  | 17–5   | Louis Smolka       | Decisión (dividida)         | UFC Fight Night: Brown vs. Silva  | 10 de mayo de 2014       | 3     | 5:00   | Cincinnati, Ohio          |                                         |
| Victoria  | 16–5   | Danny Martinez     | Decisión (unánime)          | UFC 169                           | 1 de febrero de 2014     | 3     | 5:00   | Newark, Nueva Jersey      |                                         |
| Victoria  | 15–5   | Iliarde Santos     | TKO (golpes)                | UFC Fight Night: Maia vs. Shields | 9 de octubre de 2013     | 2     | 4:31   | Barueri                   |                                         |
| Derrota   | 14–5   | Jussier Formiga    | Decisión (unánime)          | UFC on FX: Belfort vs. Rockhold   | 18 de mayo de 2013       | 3     | 5:00   | Jaraguá do Sul            |                                         |
| Derrota   | 14–4   | John Moraga        | Sumisión (guillotine choke) | UFC 155                           | 29 de diciembre de 2012  | 3     | 1:11   | Las Vegas, Nevada         |                                         |
| Victoria  | 14–3   | Josh Ferguson      | Decisión (unánime)          | UFC on Fuel TV: Muñoz vs. Weidman | 11 de julio de 2012      | 3     | 5:00   | San José, California      | Debut en peso mosca.                    |
| Victoria  | 13–3   | Takeya Mizugaki    | Decisión (unánime)          | UFC 144                           | 26 de febrero de 2012    | 3     | 5:00   | Saitama                   |                                         |
| Victoria  | 12–3   | Vaughan Lee        | Decisión (dividida)         | UFC 138                           | 5 de noviembre de 2011   | 3     | 5:00   | Birmingham                |                                         |
| Derrota   | 11–3   | Michael McDonald   | Decisión (dividida)         | UFC 130                           | 28 de mayo de 2011       | 3     | 5:00   | Las Vegas, Nevada         |                                         |
| Victoria  | 11–2   | Will Campuzano     | Decisión (unánime)          | UFC: Fight for the Troops 2       | 22 de enero de 2011      | 3     | 5:00   | Fort Hood, Texas          | Debut en UFC.                           |
| Derrota   | 10–2   | Renan Barão        | Sumisión (rear-naked choke) | WEC 53                            | 16 de diciembre de 2010  | 1     | 3:47   | Glendale, Arizona         |                                         |
| Victoria  | 10–1   | Rafael Rebello     | Decisión (unánime)          | WEC 49                            | 20 de junio de 2010      | 3     | 5:00   | Edmonton                  |                                         |
| Victoria  | 9–1    | Rolando Velasco    | TKO (golpes)                | LTD: Rumble in Richmond           | 24 de octubre de 2009    | 2     | 3:17   | Richmond, California      |                                         |
| Victoria  | 8–1    | Alvin Cacdac       | Sumisión (rear-naked choke) | WCSC: The Awakening               | 30 de mayo de 2009       | 1     | 3:56   | San Francisco, California |                                         |
| Victoria  | 7–1    | Anthony Figueroa   | Sumisión (rear-naked choke) | Strikeforce: Melendez vs. Thomson | 17 de junio de 2008      | 2     | 4:34   | San José, California      |                                         |
| Derrota   | 6–1    | Mark Oshiro        | TKO (golpes)                | ShoXC                             | 21 de marzo de 2008      | 1     | 2:38   | Friant, California        |                                         |
| Victoria  | 6–0    | Rick McCorkell     | Decisión (unánime)          | ShoXC                             | 26 de octubre de 2007    | 3     | 5:00   | Santa Ynez, California    |                                         |
| Victoria  | 5–0    | Anthony Figueroa   | Decisión (unánime)          | Strikeforce: Shamrock vs. Baroni  | 22 de junio de 2007      | 3     | 3:00   | San José, California      |                                         |
| Victoria  | 4–0    | David Barrios      | KO (patada a la cabeza)     | CCFC: Total Elimination           | 12 de mayo de 2007       | 2     | 1:34   | Santa Rosa, California    |                                         |
| Victoria  | 3–0    | Andrew Valladerez  | Decisión (unánime)          | Strikeforce: Young Guns           | 10 de febrero de 2007    | 3     | 3:00   | San José, California      |                                         |
| Victoria  | 2–0    | Walt Hughes        | Decisión (unánime)          | Warrior Cup 1                     | 12 de agosto de 2006     | 3     | 5:00   | Stockton, California      |                                         |
| Victoria  | 1–0    | Ralph Alvarado     | Decisión (unánime)          | ICFO 1: Stockton                  | 13 de mayo de 2006       | 3     | 5:00   | Stockton, California      |                                         |